# Bandera de Guatemala
La bandera de Guatemala està formada per tres bandes verticals, blau cel als extrems i blanca al centre. El blau simbolitza l'oceà Pacífic i l'oceà Atlàntic, que bordegen els dos costats del país, mentre que el blanc simbolitza la puresa dels valors del país.
Aquesta disposició reprèn la de la bandera de la Unió de l'Amèrica Central, tot i que aquella tenia les bandes horitzontals.
Al centre hi ha una corona de fulles d'olivera que envolten dos fusells i dues espases encreuats. Per sobre hi ha un pergamí amb la inscripció Libertad 15 de septiembre de 1821, amb un quetzal al damunt. L'ocell simbolitza la llibertat amb la data de la independència de l'Amèrica Central. Els fusells i les espases són la voluntat de defensar el país si és necessari, mentre que les branques d'olivera són símbol de pau.